# Janko Debelak
Janko Debelak, slovenski pravnik in strokovnjak za poštni promet, * 24. junij 1868, Male Rodne, † 15. januar 1925, Ljubljana.

## Življenjepis
Rodil se je očetu kmetu Martinu in materi Antoniji (roj. Tramšek).
Janko Debelak je ob delu študiral pravo in leta 1899 na Dunaju promoviral. Na pošti se je zaposlil 1891 ter služboval po raznih krajih Avstro-Ogrske, najprej v Trstu, nato v Ljubljani, na Dunaju, Sarajevu in Zadru.
Ko je bilo po koncu 1. svetovne vojne v Ljubljani 14. novembra 1918 ustanovljeno Poštno in brzojavno ravnateljstvo, je bil imenovan za prvega ravnatelja. Debelak je v poštno poslovanje takoj po imenovanju uvedel slovenščino in izdal urdbo za pripravo priročnika Kratko nemško-slovensko poštno izrazoslovje. Na njegovo pobudo so bile januarja 1919 izdane prve slovenske poštne znamke, katere so uporabljala tudi vsa druga poštna ravnateljstva v Kraljevini SHS vse do januarja 1921, ko so bile uvedene enotne znamke za vso državo.